# 波皮夫卡 (克拉斯諾頓區)
48°22′11″N 39°55′4″E / 48.36972°N 39.91778°E
波皮夫卡（烏克蘭語：Попівка）是位於烏克蘭東部的村莊，由盧甘斯克州多夫然斯克區的索羅基內市鎮負責管轄。該村始建於1810年，面積5.5平方公里，海拔高度32米，2001年人口530，人口密度每平方公里96.4人。